# 光澤戰鬥
光澤戰鬥發生於1933年3月13日，地點則是在中國閩西北。是國共內戰前期主要戰鬥之一，交戰一方為中華民國國民革命軍，另一方則為中國共產黨所領導之中國工農紅軍。戰鬥末了，遭伏擊的國軍傷亡三分之二。